# Heidelpass
Der Heidelpass (2387 m) ist ein Saumpfad in den Schweizer Alpen. Er verbindet die Gemeinde Weisstannen im Weisstannental mit dem Calfeisental und weitere nach Vättis im Taminatal, beide im Kanton St. Gallen. Der Heidelpass liegt an der vierten Etappe des Sardona Welterbe-Wanderwegs, der Übergang ist weiss-rot-weiss markiert. Vom Heidelpass führt ein Wanderweg entlang den Nordhängen des Calfeisentals, unterhalb der Plattenspitz (2579 m) durch zum westlich gelegenen Heubützlipass.

## Einzelnachweise

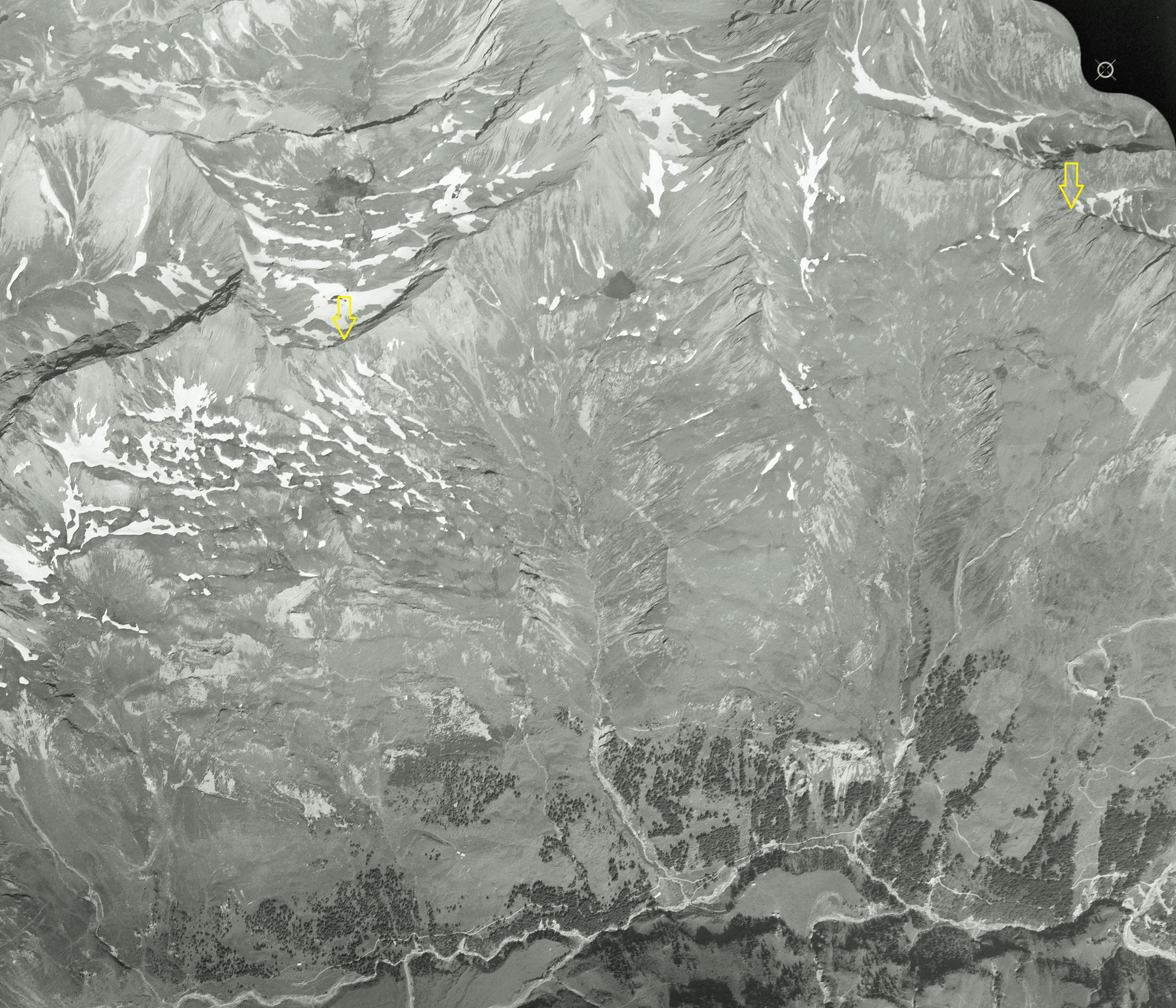
Calfeisental: Heubützlipass (links) und Heidelpass (rechts)